# Krajačići
Krajačići – wieś w Chorwacji, w żupanii brodzko-posawskiej, w gminie Brodski Stupnik. W 2011 roku liczyła 118 mieszkańców.